# Günther Simon

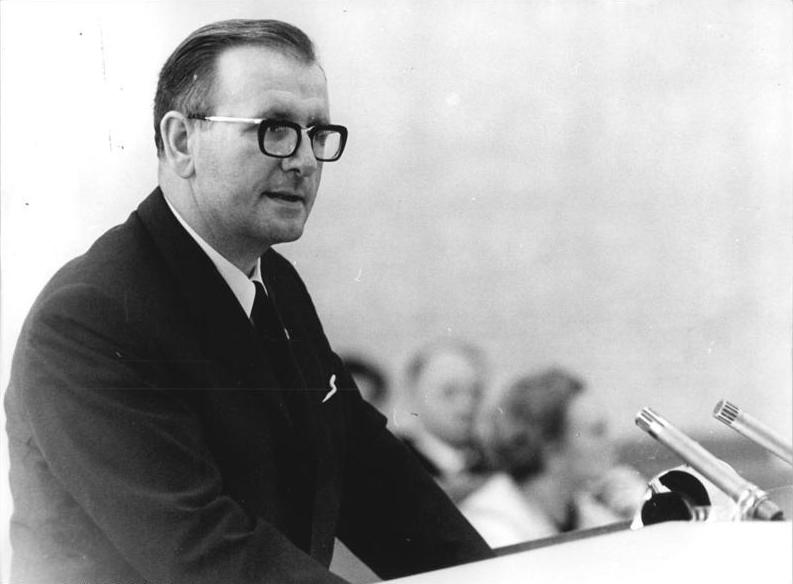
Simon dando una conferencia en el Consejo de Estado de la República Democrática Alemana el 16 de mayo de 1969.

Günther Simon (11 de mayo de 1925 – 25 de junio de 1972) fue un actor teatral, cinematográfico y televisivo de la república Democrática de Alemania.

## Biografía
Nacido en Berlín, Alemania, su padre era un empleado de banca. Mientras estudiaba en el Gymnasium, Simon acudía a una escuela de interpretación. A los 16 años de edad fue enviado a un campo de entrenamiento premilitar de las Juventudes Hitlerianas, pasando después al Reichsarbeitsdienst (Servicio Laboral del Reich). Se alistó voluntario en los paracaidistas en agosto de 1943, siendo capturado por las tropas estadounidenses cerca de Normandía e internado en un campo de prisioneros en Colorado, donde actuaba en un teatro improvisado en el campamento.
Tras volver a Alemania en 1947, Simon tomó clases privadas de interpretación con Karl Meixner en el Teatro Hebbel, en Kreuzberg, un barrio de Berlín. Su debut teatral tuvo lugar en el Teatro Municipal de Köthen en 1948, con una producción de la obra de Dimitri Tscheglov Der Wirbelsturm. Posteriormente pasó al Mecklenburgisches Staatstheater Schwerin, en el cual trabajó hasta 1950. Allí conoció a su esposa, Margarita, que trabajaba como bailarina. Más adelante Simon formó parte del elenco del Staatsschauspiel de Dresde y, a finales de 1951, lo dejó para entrar en el Teatro de Leipzig, donde permaneció corto tiempo.
Simon fue escogido para interpretar uno de los primeros papeles del film de 1952 Das verurteilte Dorf, y desde entonces trabajó principalmente en el cine. Ese mismo año, a pesar de su inexperiencia, fue elegido para encarnar a Ernst Thälmann en la película biográfica de Kurt Maetzig, rodada en dos episodios, Ernst Thälmann – Sohn seiner Klasse y Ernst Thälmann – Führer seiner Klasse. La película fue vista por millones de espectadores, y formó parte de la formación dada en las escuelas de Alemania del Este. Simon recibió el Premio Nacional de primera clase por su trabajo en la primera parte, y el premio al mejor actor en el Festival Internacional de Cine de Karlovy Vary de 1956 por su actuación en la segunda parte. Además, se sumó al Partido Socialista Unificado de Alemania y fue miembro directivo de los estudios Deutsche Film-Aktiengesellschaft (DEFA).
Simon actuó en unas treinta películas a lo largo de los años. En 1956 fue recompensado con el Premio Heinrich Greif de 2ª clase, y en 1968 ganó de nuevo el Premio Nacional por su reatrato de Krause en la miniserie televisiva Krause and Krupp, además de recibir el Premio del Arte de la Federación Alemana de Sindicatos Libres tres veces, en 1967, 1968 y 1971. 
Günther Simon falleció en Berlín, Alemania, en 1972. Fue enterrado en el Cementerio Dorotheenstadt de Berlín. Había tenido tres hijos y una hija.

## Filmografía
| - 1952: Das verurteilte Dorf - 1953: Jacke wie Hose - 1954: Ernst Thälmann – Sohn seiner Klasse - 1955: Ernst Thälmann – Führer seiner Klasse - 1956: Damals in Paris - 1956: Treffpunkt Aimée - 1956: Das Traumschiff - 1957: Sheriff Teddy - 1957: Vergeßt mir meine Traudel nicht - 1957: Tinko - 1958: Das Lied der Matrosen - 1958: Das schwarze Bataillon - 1958: Meine Frau macht Musik - 1958: Sonnensucher - 1958: Geschwader Fledermaus - 1958: Der Lotterieschwede - 1959: Senta auf Abwegen - 1959: Der Schweigende Stern - 1959: Eine alte Liebe - 1960: Einer von uns - 1960: Der Moorhund - 1960: Die heute über 40 sind - 1961: Ärzte - 1961: Das Kleid | - 1961: Der Fremde - 1961: Eine Handvoll Noten - 1962: Nebel - 1962: Gift (TV) - 1962: An französischen Kaminen - 1963: Geheimarchiv an der Elbe - 1964: Schwarzer Samt - 1964: Preludio 11 - 1964: Das Lied vom Trompeter - 1964: Titel hab ich noch nicht - 1965: Lots Weib - 1965: Wenn du groß bist, lieber Adam - 1965: Der Reserveheld - 1966: Alfons Zitterbacke - 1966: Reise ins Ehebett - 1966: Irrlicht und Feuer (TV-dos episodios) - 1967: Brot und Rosen - 1967–69: Krupp und Krause (TV-cinco episodios) - 1968: Heroin - 1969: Verdacht auf einen Toten - 1971: KLK an PTX – Die Rote Kapelle - 1972: Reife Kirschen |

## Premios
- 1954: Premio Nacional de la RDA por Thälmann – Sohn seiner Klasse
- 1955: Premio Heinrich Greif por Das Lied vom Menschen
- 1969: Premio Nacional de la RDA por Krupp und Krause / Krause und Krupp

## Literatura
- Konrad Wolf sobre Günther Simon en Prisma, Kino- und Fernseh-Almanach Nr. 4. Henschelverlag, Berlín 1973, ISSN 0323-5599.
- Günther Simon en  http://bundesstiftung-aufarbeitung.de